# TU (시간 단위)
일부 데이터 전송 표준에서 TU(time unit)는 1024 마이크로초와 같다. 이 시간의 단위는 원래 IEEE 802.11-1999 표준에서 도입되었으며 IEEE 802.11 표준의 최신 버전에서도 계속 사용된다.
802.11 표준에서 시간은 일반적으로 시간 단위의 정수로 설명된다. 이 단위는 1MHz 클럭을 가진 하드웨어에서 구현하기 쉬운 간격을 유지할 수 있도록 한다(클럭 신호를 1000으로 나누기 위해 위상동기회로 또는 디지털 분배기를 작동시키는 대신 클럭 신호를 10번 반으로 나누는 방식).
1시간 단위는 1키비초의 백만분의 일과 같다(1 TU = 10−6 Kis).

## 같이 보기
- 이진 접두어
- IEEE 1541-2002
- 지피 (시간)